# Strandella yaginumai
Strandella yaginumai är en spindelart som beskrevs av Saito 1982. Strandella yaginumai ingår i släktet Strandella och familjen täckvävarspindlar. Inga underarter finns listade i Catalogue of Life.